# とさでん交通
とさでん交通株式会社（とさでんこうつう、英: TOSADEN TRAFFIC CO., LTD.）は、高知県高知市に本社を置く軌道・バス事業者。高知県中部を中心としたエリアで路面電車・路線バス・高速バス・貸切バスを運営している。
高知県内において軌道事業・乗合バス事業・貸切バス事業を行っていた土佐電気鉄道・高知県交通・土佐電ドリームサービスの3社の経営統合・共同新設分割方式により2014年（平成26年）10月1日に設立。同日付で3社が運行していた軌道・バス路線を引き継いで営業を開始した。
発足にあたって設定されたコーポレートカラーはグリーンとオレンジで、グリーンは安心・安全・快適、ならびに高知の豊富な緑や発展を表し、オレンジは親しみ・楽しさ・喜び・太陽を表し、この2色を組み合わせることで地域と共に歩み、豊かな未来に貢献することを表現している。またグリーンは旧土佐電グループの、オレンジは旧高知県交通のシンボルカラーでもあり、長い歴史を持つ両社の伝統を受け継ぐという意味も込められている。

## 経営統合の経緯
土佐電気鉄道と高知県交通の統合は1990年代にも持ち上がったことがあったが、資金調達の目途が立たず挫折した経緯がある。
2013年（平成25年）3月、その前年の5月の土佐電気鉄道株式会社の株主総会で、竹本昭和社長と、同社会長で高知県議会議員の西岡寅八郎（自民党）が、友人の暴力団幹部の名を挙げて一部の株主を恫喝したことが発覚した。これを理由に、当時の社長と会長は共に引責辞任、西岡寅八郎は県議も辞職し、また四国銀行などの高知県を代表する企業と、高知県議会議員や暴力団が裏でつながっていた事が露呈し、高知の経済界、政界は一挙に信用を失った。
2014年（平成26年）1月に後任として元高知県理事の片岡万知雄が土佐電気鉄道社長に就任した。これを契機に再編へ向けた模索が始まり、2014年（平成26年）4月4日に高知県中央部の公共交通のあり方について検討を行う「中央地域公共交通再構築検討会」が土佐電気鉄道と高知県交通の統合も視野に協議する方針を高知県議会産業振興土木委員会で報告した。
土佐電気鉄道・高知県交通の2社合計で路線バス事業は1999年（平成11年）から2013年（平成25年）までの15年間の累積赤字が合計約90億円に達していた。そのため、国に加えて高知県と高知市が合計約43億円の補助金を支出したものの、2013年（平成25年）3月末時点で土佐電気鉄道が約14.8億円、高知県交通が約20.1億円の実質的な債務超過に陥っていた。また、借入金も土佐電気鉄道・高知県交通の2社合計で約75億円に上っていた。さらに、2007年（平成19年）の調査で、当社の運行する高知市周辺の交通手段は、自動車の割合が約59%に達するほど高い一方で、土佐電気鉄道・高知県交通の運営する路面電車と路線バスはいずれも約1%に留まっていた。
そうした利用率の比率の低さに加え、今後の人口減少を加味すると、土佐電気鉄道・高知県交通の運営する路面電車と路線バスの輸送人員は2010年（平成22年）の合計約1201万人から2035年には合計約969万人と約80%まで落ち込むとの見通しもされた。こうした状況を踏まえて今後経営を維持していくのは非常に困難であるとして、公共交通を維持していくためにも、2014年（平成26年）4月28日に「中央地域公共交通再構築検討会」が、金融機関による債権放棄を行うと共に、土佐電気鉄道と高知県交通の両社を新旧会社に分離し、自治体が出資し新会社を設立して事業を統合するのが望ましいとの報告を取りまとめた。
これを受けて、高知県と沿線市町村の協議会が開かれ、2014年（平成26年）5月27日に新会社に出資する10億円の分担割合を決定した。そこでは、同じ高知県内の土佐くろしお鉄道への支出や全国の第三セクターの事例を考慮して高知県が50%を負担することになり、残りは人口や路線の運行状況、赤字補てんの補助金実績などに応じて沿線市町村が分担することになった。また、並行して金融機関に債権放棄の承諾を求めて事業再生計画案の説明などを行い、2014年（平成26年）5月30日までに対象となる6金融機関が事業再生計画案を了承する回答をした。そして、2014年（平成26年）6月2日に開催された「中央地域公共交通再構築検討会」で、高知県と沿線12市町村の出資同意と6金融機関の債権放棄同意が報告され、土佐電気鉄道と高知県交通の株主総会や高知県と沿線12市町村の議会で経営統合や出資についての同意取り付けに進むことになった。
それを受けて、土佐電気鉄道と高知県交通に土佐電ドリームサービスを加えた3社が、2014年（平成26年）6月3日にこの新会社を設立して経営統合することについての基本合意書に調印した。
そして、2014年（平成26年）6月2日に開催された土佐電気鉄道と高知県交通の株主総会で、経営統合して第三セクターの新会社を設立する議案が承認された。また、高知県と沿線12市町村の議会での同意の取り付けも並行して進められ、2014年（平成26年）6月12日に開催された本山町議会で新会社をへの出資金を含む一般会計補正予算案を可決したのを皮切りに、同年7月14日に開催された南国市と香美市の両市と土佐町の議会で新会社をへの出資金を含む一般会計補正予算案を可決され、出資予定自治体すべての議決が揃って再編計画が正式に決定した。
そこで、2014年（平成26年）7月16日に土佐電気鉄道と高知県交通が、新会社設立委員会を設置し、初会合を開催して準備作業を本格化させた。
「公共交通は県民や利用者の関心が高く、一企業だけに収まらない」ことを理由に新社名は公募で決定することになり、2014年（平成26年）7月31日締切で公募を行い、1235点の中から「とさでん交通」を選定して同年8月13日に発表した。そして、2014年（平成26年）10月1日に「とさでん交通」が設立され、土佐電気鉄道と高知県交通に土佐電ドリームサービスを加えた3社の事業を引き継ぎ、同日運行を開始した。

## 沿革
- 2014年（平成26年）
  - 4月4日 - 「中央地域公共交通再構築検討会」が、土佐電気鉄道と高知県交通の統合も視野に協議する方針を高知県議会産業振興土木委員会で報告。
  - 4月28日 - 「中央地域公共交通再構築検討会」が、土佐電気鉄道と高知県交通を統合し、高知県など自治体が100%出資する第三セクターの新会社を設立すると共に、四国銀行など金融機関6行は債権を放棄する計画案を策定[9]。
  - 6月3日 - 土佐電気鉄道・高知県交通・土佐電ドリームサービスの3社が同年10月1日までに統合し、新事業会社を設立した後、特別清算・解散する基本合意書に調印[15]。
  - 6月12日 - 本山町で、新会社への出資金を含む一般会計補正予算案を可決[17]。
  - 6月27日 - 土佐電気鉄道と高知県交通の株主総会で、経営統合して第三セクターの新会社を設立する議案を承認[16]。
  - 7月4日 - 高知県議会で、新会社への出資金5億円を含む一般会計補正予算案を可決。
  - 7月7日 - 高知市議会で、新会社への出資金3億4970万円を含む一般会計補正予算案を可決。
  - 7月14日 - 南国市と香美市の両市と土佐町の議会で、新会社への出資金を含む一般会計補正予算案を可決[18]。
  - 7月16日 - 土佐電気鉄道と高知県交通が、新会社設立委員会を設置し、初会合を開催[19]。
  - 8月13日 - 新会社名がとさでん交通株式会社に決定[20]。
  - 10月1日 - とさでん交通株式会社が設立[1][注釈 1]。土佐電気鉄道・高知県交通・土佐電ドリームサービスから事業継承し、運行開始[1]。
- 2016年（平成28年）
  - 1月12日 - 乗務員の制服をリニューアル。
  - 4月1日 - 県交商事株式会社を合併。富士通が開発し、株式会社ですかが提供するバスロケーションシステム「バスこっち」の利用を開始。
  - 10月1日 - すべての電停で禁煙化。バスダイヤ改正。桟橋高知営業所の車庫を拡張するとともに一宮高知営業所・長浜営業所を廃止し、一宮バスターミナル・長浜に改称。桂浜行きのパターンダイヤ化、種崎線の増便、春野地区の路線見直し（廃止・延長など）。バス営業所が本社と高岡営業所のみとなる。同時にバス車内放送の内容を旧土佐電鉄所属車・旧高知県交通所属車で異なっていたものを統一[注釈 2]。
- 2017年（平成29年）10月1日 - バスダイヤ改正。主な内容として安芸線が廃止（高知東部交通に移管）、長浜地区のフィーダー路線が全廃（高知市のデマンド型乗合タクシーに移管）、高新団地前線を県交北部交通より移管。
- 2020年（令和2年）8月7日 - 資本金を5億円から1億円に減資。
- 2021年（令和3年）3月1日 - 株式会社とさでんトラベルを吸収合併。
- 2024年（令和6年）
  - 3月5日 - 新バスロケーションシステム「マイ時刻表」のサービス開始。従来の「バスこっち」は3月31日をもってサービス終了。
  - 11月1日 - 電車・バス運賃改定。消費税率引き上げ以外では電車は17年ぶり、バスはとさでん交通発足以来初の実施[22]。電車は高知市内均一区間内は200円から230円に、対キロ区間制運賃を130円・230円・310円・420円・480円から150円・250円・330円・440円・500円に、バスは最低運賃を140円から160円に、高知市内均一区間内を200円から240円にそれぞれ値上げ[23][24]。

## 設立時の出資比率
この新会社は事実上の公企業で、設立時の出資金の分担比率は下記の通りである。
- 高知県: 50.0（5億円）[11]
- 沿線市町村合計: 50.0[11]
  - 高知市: 35.0（3億4970万円）[11]
  - 南国市: 6.2（6180万円）[11]
  - いの町: 3.0（2990万円）[11]
  - 土佐市: 2.7（2670万円）[11]
  - 香南市: 0.7（720万円）[11]
  - 安芸市: 0.5（520万円）[11]
  - 香美市: 0.5（510万円）[11]
  - 須崎市: 0.4（430万円）[11]
  - 大豊町: 0.4（410万円）[11]
  - 本山町: 0.3（310万円）[11]
  - 芸西村: 0.2（220万円）[11]
  - 土佐町: 0.1（70万円）[11]

100%公的資本となったが、日本民営鉄道協会に加盟している。同社の労働組合についても日本私鉄労働組合総連合会（私鉄総連）に加盟している。

## 軌道事業

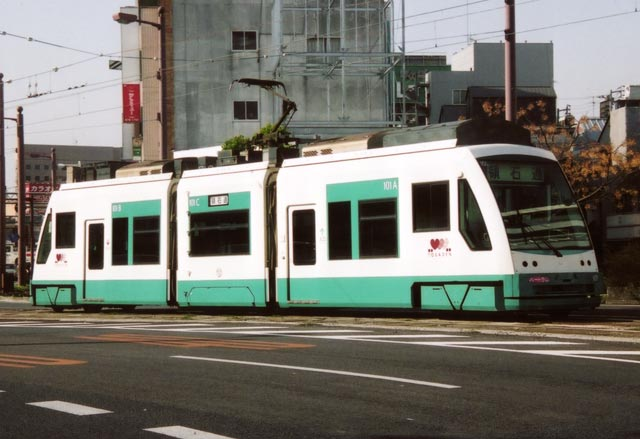
超低床電車 100形（ハートラム）

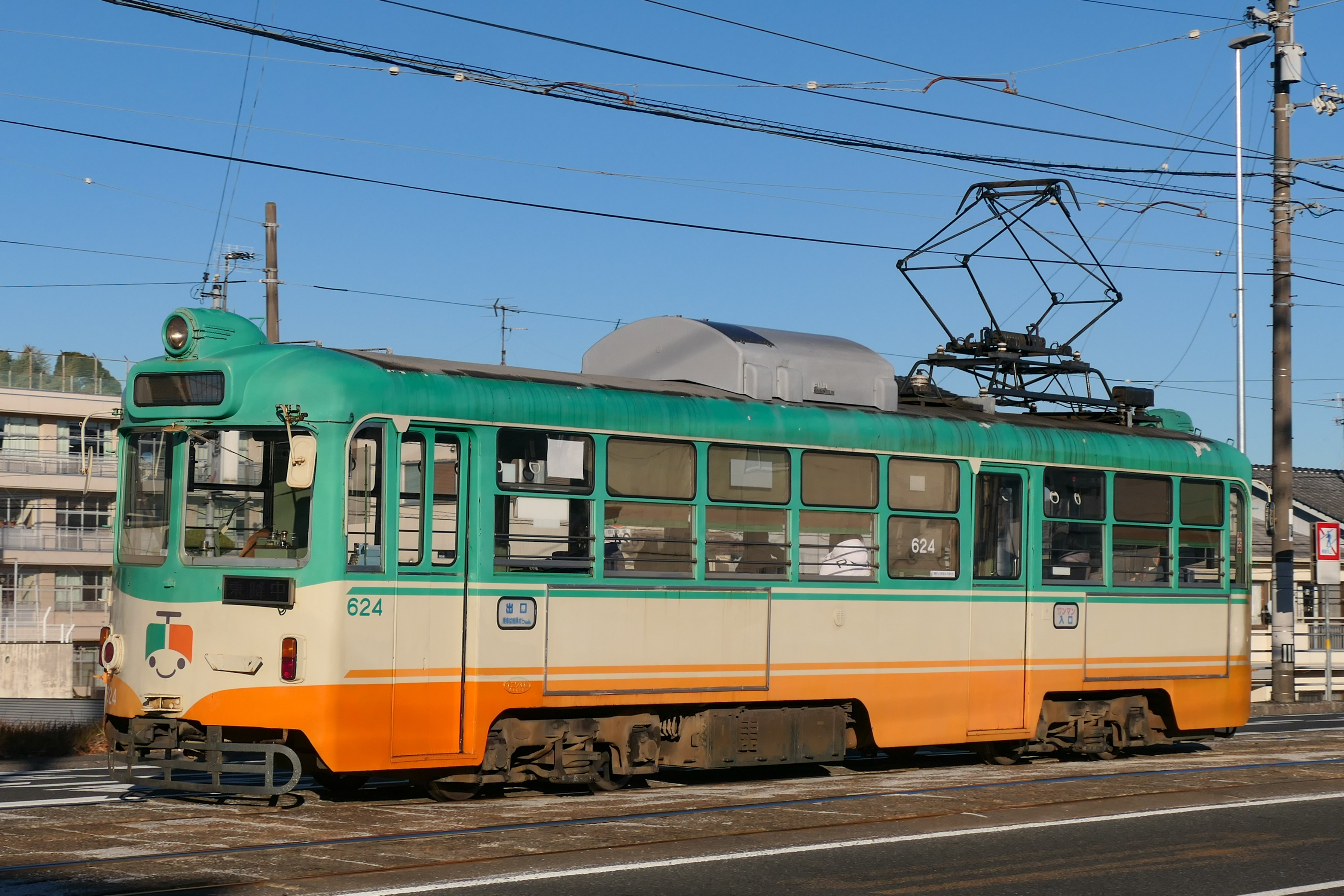
600形

土佐電気鉄道が2014年9月30日時点において保有していた路線・車両を継承して路面電車を運行している。路線は総延長が日本の路面電車では広島電鉄に次ぐ25.3kmあり、高知市・南国市・吾川郡いの町にまたがっている。日本の路面電車で郡部に乗り入れているのは宇都宮芳賀ライトレール線ととさでん交通のみである。
2023年現在、高知県で唯一電車が運行されており、かつ高知県で唯一複線区間があり、独自系ながら高知県で唯一の交通系ICカード「ですか」が利用できる。高知県では、普通鉄道には電車が運行されていないため、高知県民はとさでん交通の路面電車路線のことを「電車」、JR四国と土佐くろしお鉄道の路線を「汽車」と呼称し区別している。
土佐電気鉄道時代に廃止された路線および、運用を終了した車両は「土佐電気鉄道#鉄道・軌道事業」を参照。

### 路線
- 伊野線
- 後免線
- 桟橋線
- 駅前線

### 車両

#### 在籍車両
- 100形（ハートラム） - 1編成 (101)
- 200形 - 11両 (201, 202, 205 - 208, 210 - 214 )
- 590形（元名鉄美濃町線） - 2両 (591, 592)
- 600形 - 29両 (601 - 605, 607 - 628, 630, 631)
- 700形（元山陽電気軌道） - 3両 (701 - 703)
- 800形（元山陽電気軌道） - 4両 (801 - 804)
- 1000形（西日本鉄道331形の機器流用車） - 2両 (1001, 1002)
- 2000形（200形の機器流用車） - 3両 (2001 - 2003)
- 3000形（ハートラムII） - 3編成 (3001 - 3003)
- 7形（維新号）
- 198形（元ノルウェー・オスロ市電）
- 320形（元オーストリア・グラーツ市電）
- 910形（元ポルトガル・リスボン市電）
- 貨1形

### 運賃
小児は半額（10円未満は切り上げ）。2024年11月1日改定。
- 高知市内均一運賃区間：230円
  - 後免線・伊野線：介良通 - はりまや橋 - 曙町東町
  - 駅前線・桟橋線：高知駅前 - はりまや橋 - 桟橋通五丁目（全線）
    - 後免線：介良通 - 知寄町三丁目間、伊野線：旭駅前通 - 曙町東町間は150円
- 対キロ区間制区間：1区150円、2区250円、3区330円（高知市内均一運賃区間とまたがる場合は1区330円、2区440円、3区-6区500円）
  - 後免線：後免町 - 介良通
  - 伊野線：曙町東町 - 伊野
    - 概ね3 kmごとに運賃区界電停が設けられているが、高知市内均一運賃区間とまたがる場合などに例外あり。

運賃支払いにはICカード「ですか」が利用できる。SuicaやICOCA等は利用できない。

#### 乗り継ぎ・乗り換え
- 途中電停が終点の電車で、後続の電車に乗り継いでその先へ向かう場合は、終点までの運賃を支払った上で、乗務員から乗継券の発行を受けると直通運賃と同額で済む。差額が発生する場合は乗り継いだ電車で支払う。
- 後免線・伊野線と桟橋線・駅前線を乗り換える場合は、はりまや橋（デンテツターミナルビル前：後免線から）で運賃を支払った上で、乗務員から乗換券の発行を受けると直通運賃と同額で済む。差額が発生する場合は乗り換えた電車で支払うが、桟橋線・駅前線へ乗り換える場合は差額発生はない。
- ICカード「ですか」利用時は情報がカードに記録されるため、乗換券・乗継券を受け取る必要はない。

#### 企画乗車券
以下の乗車券を発売している（2025年3月現在）。モバイルチケットとしても発売している。いずれも小児は半額。
|                          | 紙券   | モバイルチケット | 利用可能区間         | 備考 |
| ------------------------ | ------ | ---------------- | -------------------- | --- |
| 電車市内一日乗車券       | 500円  | 500円            | 高知市内均一運賃区間 | |
| 電車全線一日乗車券       | 1000円 | 1000円           | 軌道全線             | |
| 電車市内24時間乗車券     | -      | 600円            | 高知市内均一運賃区間 | 利用開始から24時間利用可能 |
| 電車全線24時間乗車券     | -      | 1200円           | 軌道全線             | 利用開始から24時間利用可能 |
| バス・路面電車一日乗車券 | 2000円 | 1800円           | 高知市内均一運賃区間 | とさでん交通バス・県交北部交通のほぼ全線（仁淀川橋東詰 - 吾北方面〈長沢・北浦橋〉、高速バス、空港連絡バス、MY遊バス、イベントバス除く）、高知東部交通・高知高陵交通・嶺北観光自動車の一部路線も利用可能 |

モバイルチケットはジョルダンの「乗換案内」、RYDEの「RYDE PASS」、四国ツーリズム創造機構の「しこくるり」（上表のうちでは電車市内一日乗車券・電車全線一日乗車券のみ）で提供。

## バス事業
土佐電気鉄道・高知県交通・土佐電ドリームサービスが2014年9月30日時点において運行していた一般・高速路線の大半を継承したほか、新会社移行に伴い同年10月1日に実施されたダイヤ改正において、高知市北部を中心に利用者のニーズに即した路線の新設も行われた。3社のバス路線が統合されたことに伴い、土佐電鉄系が採用していた番号のみの路線番号からアルファベット+数字の行先番号に表示が変更された。また、統合2年後となる2016年をめどに路線ならびに車両走行キロ数の抜本的な再編を実施した。さらに、2016年10月に一度に予定されていたこの再編を2回に分け、2018年10月に二度目の大規模な路線再編を実施。

### 高速路線
（括弧内）は共同運行事業者

#### 現行路線

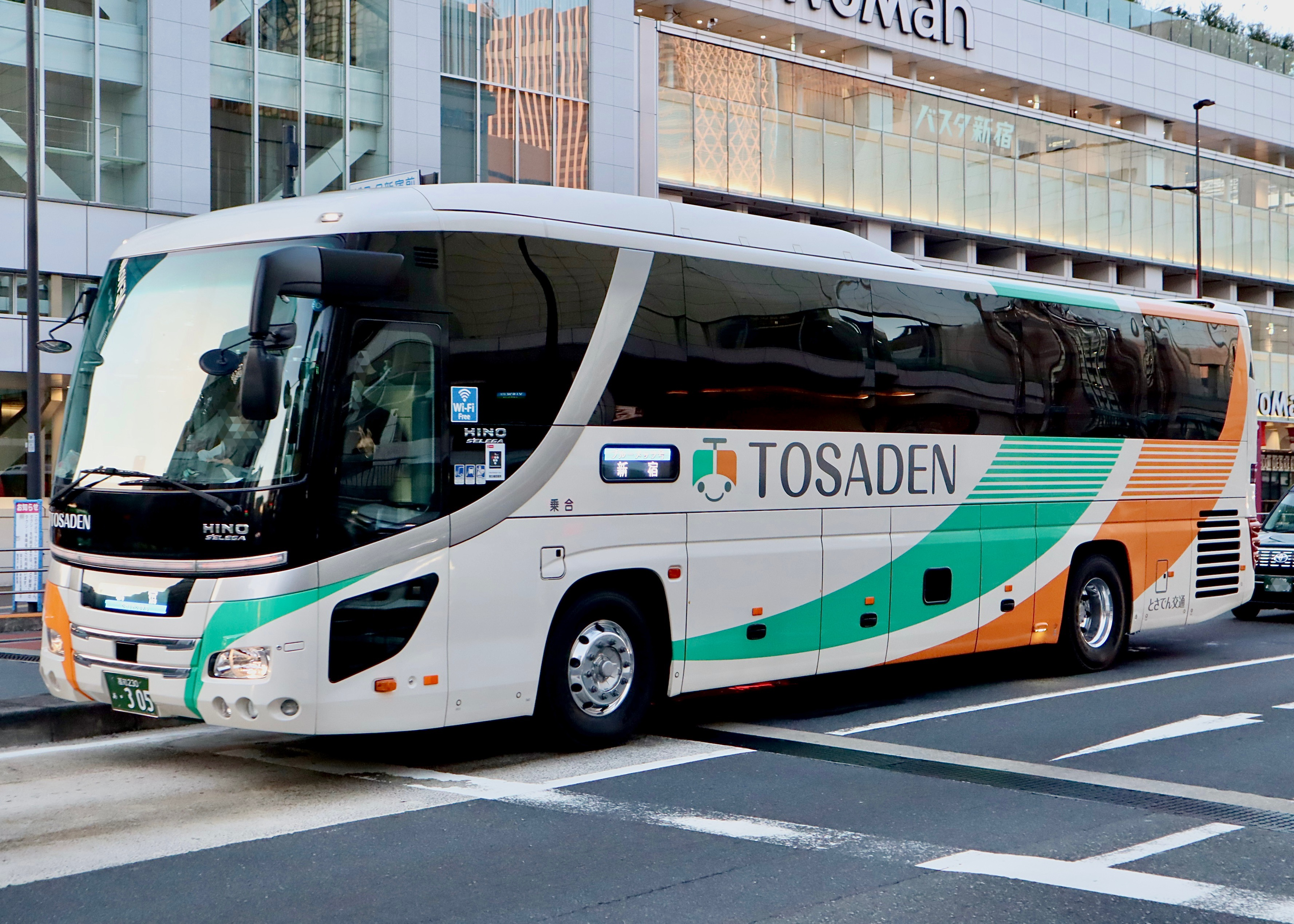
バスタ新宿に到着したブルーメッツ号（2023年1月6日撮影）

- ブルーメッツ号 高知 - 東京線（小田急ハイウェイバス）
  - 桟橋高知営業所 - はりまや橋 - 高知駅 - 一宮バスターミナル - 中野団地北口 - バスタ新宿 - 新宿駅西口（ ← ハイアットリージェンシー東京）
  - 沿革
    - 2014年（平成26年）10月1日 - 土佐電気鉄道と高知県交通の事業統合により、両社の担当便がとさでん交通に移管。
    - 2016年（平成28年）
      - 4月4日 - バスタ新宿が開業し乗り入れ開始[注釈 3]。
      - 10月1日 - とさでん交通一宮高知営業所廃止に伴い、一宮バスターミナルに改称。高知側起終点を桟橋高知営業所に変更し、知寄町停留所を廃止。

    - 2019年（平成31年）2月1日 - 運賃制度改定。カレンダー運賃と早トクの導入、往復割引の廃止。
    - 2020年（令和2年）4月8日 - 新型コロナウイルスの感染拡大の影響により、この日の出発便から当面の間運休[30]。
    - 2022年（令和4年）
      - 1月1日 - 小田急シティバスと小田急箱根高速バスが経営統合し、小田急シティバスの担当が小田急ハイウェイバスとなる。
      - 8月10日 - 8月15日までの期間限定で運行再開。
      - 12月23日 - 2023年1月8日までの期間限定で運行再開。
- よさこい号 高知 - 大阪線（阪急観光バス）
- ハーバーライナー 高知 - 神戸線（神姫バス） 
  - 桟橋高知営業所 - はりまや橋 - 高知駅 - 一宮バスターミナル - 高速舞子 - 神姫神戸三宮BT
  - 運行回数
    - 昼行便1日3往復（内1往復は土日祝のみ運行）。
- 龍馬エクスプレス 高知 - 岡山線（ジェイアール四国バス・両備バス・下津井電鉄）
- 土佐エクスプレス 高知 - 広島線（広交観光）
- 黒潮エクスプレス 高知 - 高松線（ジェイアール四国バス・四国高速バス）
- ホエールエクスプレス 高知 - 松山線（伊予鉄バス）
- 高知徳島エクスプレス 高知 - 徳島線 （ジェイアール四国バス・徳島バス）
  - 高知駅 - はりまや橋 - 一宮バスターミナル - 三好BS - 脇町BS - 土成BS - 鈴江 - 徳島大学前 - 徳島駅
  - 運行回数
    - 昼行便1日4往復。

#### 廃止路線
- しまんとライナー つばき号 高知 - 中村 - 土佐清水 - 足摺岬線
  - 2015年4月1日休止。
- 高知 - 京都線（京阪バス）
  - 京都駅八条口（ホテル京阪前） - 高速長岡京 - 名神高槻 - 一宮高知営業所 - 高知駅 - はりまや橋（高知行きは、高知駅→はりまや橋の順に、京都行きは、高知駅→はりまや橋の順に停車）
  - 2016年10月1日廃止。代替として名古屋線が京都駅八条口を経由していたが、同線も2021年12月31日に廃止された。
- はりまや号 高知 - 北九州・福岡線
- オーシャンライナー 高知 - 福山・府中線（中国バス運行）
  - 2015年12月13日で終了。
- ドラゴンライナー 高知 - 京都・名古屋線
  - 2021年12月31日で終了
- しまんとライナー さんご号（高知西南交通）
  - 高知 - 中村 - 土佐清水 - 大月・宿毛
    - 2016年9月1日土佐清水経由に変更、終着地が宿毛駅となる。同年10月1日に一宮高知営業所を一宮バスターミナルに改称。

### 一般路線

#### 現行路線

##### 中万々・横内経由鳥越線
- G1 - B1 : 高知駅 - 北はりまや橋 - 上町二丁目 - 中万々 - 宗安寺分岐 - 奥福井西 - 横内 - 旭グリーンヒルズ入口 - 鳥越
- G2 - B1 : 一宮バスターミナル - 比島 - 高知駅 - 北はりまや橋 - 上町二丁目 - 中万々 - 宗安寺分岐 - 奥福井西 - 横内 - 旭グリーンヒルズ入口 - 鳥越
- G5 → B1 : オフィスパーク第二 → 領石 → 医大病院 → 逢坂峠 → 一宮パスターミナル → 比島 → 高知駅 → 北はりまや橋 → 上町二丁目 → 中万々 → 宗安寺分岐 → 奥福井西 → 横内 → 旭グリーンヒルズ入口 → 鳥越
- T1 - B1 : 桟橋車庫 - 南はりまや橋 - 上町二丁目 - 中万々 - 宗安寺分岐 - 奥福井西 - 横内 - 旭グリーンヒルズ入口 - 鳥越
  - 統合に伴い奥福井・越知神間に「奥福井西」停留所を新設。

##### イオンモール高知線
- U3 - D1 - F3 - T1 : 桟橋車庫 - 六泉寺 - 高見 -南はりまや橋 - 帯屋町 - 中秦泉寺第二 - イオンモール高知 - 薊野第二 - 比島 - 高知駅 - 南はりまや橋 - 桟橋車庫
- U3 - D1 - F3 - C1 :桟橋車庫 - 六泉寺 - 南はりまや橋 - 帯屋町 - 中秦泉寺第二 - イオンモール高知 - 薊野第二 - 比島 - 高知駅 - 県庁前
  - 統合に伴い宝永町・高知インター口経由から比島・薊野第二経由に変更。「薊野第二」停留所を新設し、「西薊野」停留所を「サニーマートあぞの店前」に改称。2016年10月1日種崎線直通を廃止。2017年10月1日潮見台線・前浜・パークタウン線直通を廃止。2019年5月7日高知赤十字病院移転に伴い「高知日赤」停留所を新設。「日赤通」・「日赤前」の各停留所を「栄田町」・「新本町二丁目」に改称。2023年10月1日六泉寺経由に変更。2024年10月1日ダイヤ改正で帯屋町経由イオンモール高知方面行の「堀詰」停留所を通過に変更。

##### みづき坂団地線
- T1 - D6 : 桟橋車庫 - 南はりまや橋 - 帯屋町 - 愛宕小橋 - 東久万 - 宗安寺分岐 - 万々 - みづき坂中央
- B2 - T3 : みづき坂中央 - 万々 - 宗安寺分岐 - 円行寺分岐 - 上町二丁目 - 桟橋通五丁目 - 横浜 - 横浜ニュータウン第三 - 蒔絵台 - 南ニュータウン七丁目
- E3 → C1 : みづき坂中央 → 万々 → 宗安寺分岐 → 中万々 → 円行寺分岐 → 宝町 → 愛宕町二丁目 → 北本町一丁目 → 高知駅前 → 北はりまや橋 → 県庁前
  - 統合に伴い宇津野直通及び医大病院（大津バイパス経由）・桟橋車庫始発の系統に再編したため従来の循環系統が朝片方向のみの一本に減便された。2018年10月1日のダイヤ改正で医大病院発着系統を廃止。2019年10月1日のダイヤ改正で「湯川温泉」停留所を「みづき入口」に改称。

##### 宝町・福井・横内経由鳥越線
- P2 → D7 : 種崎 → 三里文化会館前 → 十津 → 中央市場前 → 青柳橋西詰 → 知寄町二丁目 → はりまや橋 → 帯屋町 → 愛宕町二丁目 → 宝町 → 円行寺分岐 → 福井 → 奥福井西 → 横内 → 旭グリーンヒルズ入口 → 鳥越
- T1 - D7 : 桟橋車庫 - 南はりまや橋 - 帯屋町 - 愛宕町二丁目 - 宝町 - 円行寺分岐 - 福井 - 奥福井西 - 横内 -旭グリーンヒルズ入口 - 鳥越
  - 統合に伴い新設された路線。2016年10月1日のダイヤ改正で後免町・桟橋車庫始発の系統を廃止。2019年10月1日のダイヤ改正で起点を西孕住宅前から桟橋車庫に変更。2022年10月1日のダイヤ改正で種崎線からの直通系統を新設。2023年10月1日のダイヤ改正で六泉寺経由から桟橋通経由に変更。

##### 塩田町 - イオンモール高知 - 鳥越線
- T1 - F5 : 桟橋車庫 - 南はりまや橋 - 高知駅 - 塩田町 - イオンモール高知 - 中久万 - 宗安寺分岐 - 奥福井西 - 横内 - 旭グリーンヒルズ入口 - 鳥越
  - 統合により新設された路線。統合に伴い秦南町・前里通間に「前里通南」停留所新設。2016年10月1日のダイヤ改正で県庁前・イオンモール高知間に縮小。2017年10月1日イオンモール高知・一宮バスターミナル間復活。2022年10月1日のダイヤ改正で経路を桟橋 - はりまや橋 - 高知駅 - 塩田町 - イオンモール高知 - 東久万 - 奥福井西 - 横内 - 鳥越に変更。

##### 比島 - 入明線
- T1 → F4 : 桟橋車庫 → 北はりまや橋 → 高知駅 → 中比島 → 和泉町 → 吉田町 → 入明町
  - 2023年10月1日のダイヤ改正で始発地をコミュニティ住宅前から桟橋車庫に変更。

##### 比島経由一宮線
- C1 - G2 : 県庁前 - 北はりまや橋 - 高知駅 - 比島 - 一宮バスターミナル
- T1 - G2 : 桟橋車庫 - 北はりまや橋 - 高知駅 - 比島 - 一宮バスターミナル
  - 2016年10月1日のダイヤ改正で桟橋発着系統を新設。

##### 医大病院線
- C1 → G4 : 県庁前 → 北はりまや橋 → 高知駅 → 比島 → 一宮バスターミナル → 逢坂峠 → 医大病院
  - 2016年10月1日のダイヤ改正で吉野・桂浜・一宮始発の系統を廃止。

##### 領石・南国オフィスパーク線
- B1 → G5 : 鳥越 → 旭グリーンヒルズ入口 → 横内 → 奥福井西 → 宗安寺分岐 → 中万々 → 円行寺分岐 → 上町二丁目 → 北はりまや橋 → 高知駅 → 比島 → 一宮バスターミナル → 逢坂峠 → 医大病院 → 領石 → オフィスパーク第二
- Y4 → G5 : 高岡営業所 → 中島 → 針木 → 朝倉駅前 → 鏡川橋 → 北はりまや橋 → 高知駅 → 比島 → 一宮バスターミナル → 逢坂峠 → 医大病院 → 領石 → オフィスパーク第二
- C1 - G6 : 県庁前 - 北はりまや橋 - 高知駅 - 比島 - 一宮バスターミナル - 逢坂峠 - 医大病院 - 領石出張所
- Y4 → G6 : 高岡営業所 → 中島 → 針木 → 朝倉駅前 → 鏡川橋 → 北はりまや橋 → 高知駅 → 比島 → 一宮バスターミナル → 逢坂峠 → 医大病院 → 領石出張所
- T1 - G6 : 桟橋車庫 - 北はりまや橋 - 高知駅 - 比島 - 一宮バスターミナル - 逢坂峠 - 領石出張所
  - 2019年10月1日のダイヤ改正で高岡発領石行きを新設（宇佐線の減回分を振り替え）。

##### トーメン団地線
- C1 → G3 : 県庁前 - 北はりまや橋 - 高知駅 - 比島 - 一宮バスターミナル - トーメン団地
  - 統合に伴い「江陽小学校前」・「公園前」・「保育園前」の各停留所を「テレビ高知前」・「1号公園前」・「東山保育園前」にそれぞれ改称。2017年10月1日団地入口停留所を「トーメン団地入口」に改称。2023年10月1日平日のみトーメン団地発県庁前行きを新設。2024年10月1日ダイヤ改正で始発地を船岡南団地から県庁前に、金田橋経由から比島経由に、行先番号をG12からG3にそれぞれ変更。11.5往復から2往復に減回。

##### 高知医療センター・高知県立大学線
- G1 - J1 : 高知駅 - はりまや橋 - 知寄町三丁目 - 県立美術館通 - 高知医療センター - 高知県立大学
  - 統合に伴い「美術館通」停留所を「県立美術館通」に改称。2016年10月1日のダイヤ改正で系統を整理し、種崎まで延伸（後に高知県立大学まで短縮）。2017年10月1日三里支所前停留所を「三里ふれあいセンター前」に改称。

##### 潮見台・JA高知病院線
- T1 - K2 : 桟橋車庫 - はりまや橋 - 知寄町三丁目 - 南国バイパス - 本江田橋 - 中野団地 - 潮見台三丁目第二 - JA高知病院
- C1 - K2 : 県庁前 - はりまや橋 - 知寄町三丁目 - 南国バイパス - 本江田橋 - 中野団地 - 潮見台三丁目第二 - JA高知病院
- T1 - K3 : 桟橋車庫 - はりまや橋 - 知寄町三丁目 - 南国バイパス - 本江田橋 - 中野団地 - 潮見台ターミナル - JA高知病院
  - 2016年10月1日の改正で学芸高校･県庁前･県立美術館通（び）発着系統及び団地西通経由を廃止。2017年10月1日のダイヤ改正でイオンモール高知始発・潮見台ターミナル発着（K3）の各系統を廃止、「団地西口」・「団地二区」・「団地三区」・「団地中通」の各停留所を「中野団地」を冠した名称に改称。2020年10月1日のダイヤ改正で潮見台・JA高知病院間延伸。2022年10月1日のダイヤ改正で電車軌道経由（K1）を廃止。

##### 山田駅・龍河洞線
- り1 : 山田駅 - 神母木龍河洞通 - 高知工科大学 - 龍河洞
  - 統合に伴い「八幡通」（南国市に所在）・「山田駅前」・「病院前」・「小学校前」・「植田」の各停留所を「長岡八幡通」・「えびす商店街通」・「山田旭町」・「片地小学校前」・「龍河洞植田」にそれぞれ改称。2020年10月1日のダイヤ改正で県庁前・山田駅通間廃止。行先番号をK6からり1に変更。

##### 前浜・パークタウン線
- C1 - N2 : 県庁前 - はりまや橋 - 知寄町二丁目 - 青柳橋西詰 - 南吸江 - 瑞山橋 - 十市パークタウン - 稲生 - 里改田 - 前浜車庫
- T1 - N2 : 桟橋車庫 - はりまや橋 - 知寄町二丁目 - 青柳橋西詰 - 南吸江 - 瑞山橋 - 十市パークタウン - 稲生 - 里改田 - 前浜車庫
  - 統合に伴い「新田」・「土居」の各停留所を「新田南」・「土居前浜」にそれぞれ改称。2016年10月1日のダイヤ改正で知寄町二丁目・青柳橋経由から知寄町三丁目・絶海経由に変更し、「小学校前」停留所を「稲生小学校前」に改称。はりまや橋始発の系統を桟橋車庫始発に変更。2017年10月1日のダイヤ改正で知寄町二丁目・青柳橋経由を復活し、イオンモール高知発着系統を廃止。2019年10月1日のダイヤ改正で絶海経由（N1）を廃止。

##### 十津団地・高知医療センター線
- C1 - P1 : 県庁前 - はりまや橋 - 知寄町二丁目 - 青柳橋西詰 - 中央市場前 - 十津 - 十津団地三区 - 高知県立大学 - 高知医療センター
  - 統合に伴い「団地一区」・「団地二区」・「団地三区」の各停留所に「十津団地」を冠した名称に変更。2016年10月1日のダイヤ改正で高知医療センターまで延伸、十津団地停留所を廃止。

##### 種崎線
- C1 - P2 : 県庁前 - はりまや橋 - 知寄町二丁目 - 青柳橋西詰 - 中央市場前 - 十津 - 三里文化会館前 - 種崎
- T1 - P2 : 桟橋車庫 - はりまや橋 - 知寄町二丁目 - 青柳橋西詰 - 中央市場前 - 十津 - 三里文化会館前 - 種崎
  - 統合により「三ツ石」・「浜通」の各停留所を「三ツ石通」・「種崎浜通」にそれぞれ改称。2015年10月1日木材団地経由 (P3) を廃止。2016年10月1日のダイヤ改正で県庁前始発のみに系統整理。2018年10月1日のダイヤ改正で桟橋車庫始発系統が復活。

##### 桂浜線
- G1 - S3 : 高知駅 - 南はりまや橋 - 桟橋通五丁目 - 横浜 - 長浜 - 塩谷 - 花海道 - 桂浜
- G1 - S3 : 高知駅 - 南はりまや橋 - 桟橋通五丁目 - 横浜 - 長浜 - 南海中学校前 - 花海道 - 桂浜
  - 2015年10月1日に浦戸経由の系統が長浜営業所始発に縮小され行先番号を「S4」から「な2」に変更。2016年10月1日のダイヤ改正で花海道経由の系統が全便高知駅始発に変更。2017年10月1日浦戸経由（な2）を廃止。

##### 横浜ニュータウン・南ニュータウン・平和団地・ハビリセンター線
- B2 → T2 : みづき坂中央 → 万々 → 円行寺分岐 → 上町二丁目 → 南はりまや橋 → 桟橋通五丁目 → 横浜 → 横浜ニュータウン第三 → 蒔絵台 → 南ニュータウン → 内の谷 → 平和団地 → ハビリセンター
- C1 - T3 : 県庁前 - 南はりまや橋 - 桟橋通五丁目 - 横浜 - 横浜ニュータウン第三 - 蒔絵台 - 南ニュータウン七丁目
- T4 → C1 : JAはるの → 春野庁舎前（ピアステージ前） → 西諸木 → ハビリセンター → 平和団地 → 内の谷 → 南ニュータウン → 蒔絵台 → 横浜ニュータウン第三 → 横浜 → 桟橋通五丁目 → 南はりまや橋 → 県庁前
- Y2 → T3 : 梅の木第二 → 天王ニュータウン → 針木 → 朝倉駅前 → 鏡川橋 → 南はりまや橋 → 桟橋通五丁目 → 横浜 → 横浜ニュータウン第三 → 蒔絵台 → 南ニュータウン七丁目
- Y3 → T3 : 八田 → 梅の木第二 → 天王ニュータウン → 針木 → 朝倉駅前 → 鏡川橋 → 南はりまや橋 → 桟橋通五丁目 → 横浜 → 横浜ニュータウン第三 → 蒔絵台 → 南ニュータウン七丁目
  - 統合に伴い「団地西口」停留所を「グリーン団地西口」に改称。2016年10月1日のダイヤ改正で南ニュータウン七丁目・リハビリセンター間の運行を取りやめ。リハビリセンター･JAはるの間延伸。「団地西入口」・「団地西」・「団地東」・「リハビリセンター」・「春野役場前」の各停留所を「平和団地口」・「平和団地西」・「平和団地東」・「ハビリセンター」・「春野庁舎前」にそれぞれ改称。2017年10月1日グリーン団地西口・横浜ニュータウン第二間に「横浜1号公園前」・「横浜ニュータウン北」の各停留所を新設。春野庁舎前・ピアステージ前の各停留所を「春野公民館前」・「春野庁舎前（ピアステージ前）」にそれぞれ改称。2019年10月1日のダイヤ改正で（T3）の土休日の日中に高知競馬場に乗り入れ。2024年10月1日ダイヤ改正で土佐塾校発着系統・六泉寺トンネル経由を廃止し鷲尾山トンネル経由を横浜経由に変更、ハビリセンター・JAはるの間を上り便のみに変更。

##### 神田・船岡線
- G11 - W3 : 一宮バスターミナル - 薊野バイパス - 金田橋 - 高知駅前 - 北はりまや橋 - 上町二丁目 - 河の瀬 - 吉野緑ヶ丘 - 神田 - 船岡団地 - 船岡南団地
- G11 - X1 : 一宮バスターミナル - 薊野バイパス - 金田橋 - 高知駅前 - 北はりまや橋 - 上町五丁目 - 石立十字路 - 神田本村 - 船岡団地 - 船岡南団地
- X1 → T1 : 船岡南団地 → 船岡団地 → 神田本村 → 石立十字路 → 上町五丁目 → 南はりまや橋 → 桟橋車庫
  - 2024年10月1日、船岡南団地線・吉野線を統合し新設。

##### 高岡線
- G2 - Y4 : 一宮バスターミナル - 比島 - 高知駅 - 北はりまや橋 - 鏡川橋 - 朝倉駅前 - 針木 - 中島 - 高岡高校通 - 高岡営業所
- G5 → Y4 : オフィスパーク第二 → 領石 → 医大病院 → 逢坂峠 → 一宮バスターミナル → 比島 → 高知駅 → 北はりまや橋 → 鏡川橋 → 朝倉駅前 → 針木 → 中島 → 高岡高校通 → 高岡営業所
- G6 → Y4 : 領石出張所 → 医大病院 → 逢坂峠 → 一宮バスターミナル → 比島 → 高知駅 → 北はりまや橋 → 鏡川橋 → 朝倉駅前 → 針木 → 中島 → 高岡高校通 → 高岡営業所
- S2 → X5 : 長浜 → 横浜 → 桟橋通五丁目 → 南はりまや橋 → 上町五丁目 → 石立十字路 → 土佐道路 → 中島 → 高岡高校通 → 高岡営業所
  - 統合に伴い「朝倉」停留所を「朝倉高知大学前」に改称。2024年10月1日長浜発朝倉経由の系統（S2 → Y4）を廃止。

##### 高知龍馬空港連絡バス

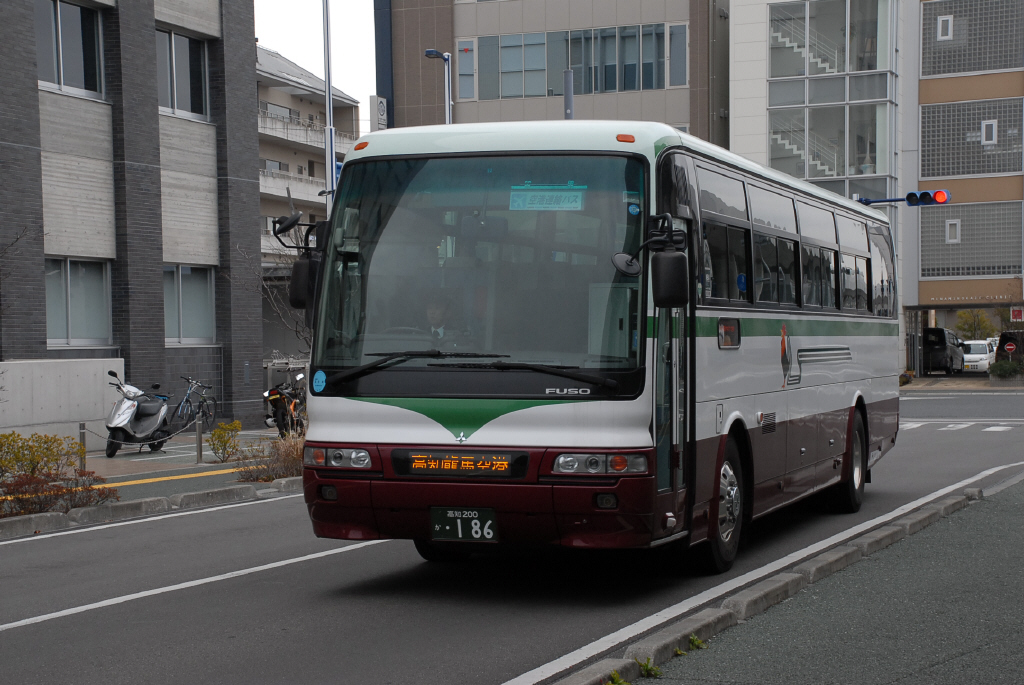
空港連絡バス

- 高知駅 - はりまや橋 - 高知東部自動車道 - 高知龍馬空港
- 高知駅 → はりまや橋 → 南国バイパス → 高知龍馬空港
- 高知龍馬空港 → 高知東部自動車道 → はりまや橋 → 県庁前
  - 2016年4月24日に高知東部自動車道開通によりほとんどの便が高知東部自動車道経由に変更。これに伴い「西高須通」、「立田通」、「バイパス空港通」の各停留所を廃止し、「葛島」停留所を新設。県庁前系統は上り便のみに変更。
  - 2022年10月1日のダイヤ改正で、高知龍馬空港発、南国バイパス経由高知駅行きの便と高知東部自動車道経由便の高知龍馬空港・農学部前間（旅客からの申出があった場合に限り運行）を廃止。

##### 附小スクール線
- 朝倉 - 鏡川橋 - 上町二丁目 - 新屋敷 - 小津町
- 入明町→比島→高知駅→はりまや橋→桟橋車庫
  - 2017年10月1日のダイヤ改正で学芸高校発の系統を廃止。

#### その他
- 高知駅 - 北はりまや橋 - 上町二丁目 - 南河の瀬 - 吉野緑ヶ丘 - 鷲尾山トンネル - 内の谷 - 春野運動公園
  - 春野運動公園でのイベント開催時のみ運行。
- MY遊バス[31]（公益財団法人 高知県観光コンベンション協会）
  - JR高知駅→はりまや橋→五台山展望台→牧野植物園正門前→竹林寺前→住吉池前→池通技術学校前→龍馬記念館前→桂浜
  - 桂浜→龍馬記念館前→池通技術学校前→住吉池前→五台山展望台→牧野植物園正門前→竹林寺前→はりまや橋観光バスターミナル→北はりまや橋→JR高知駅
    - 平日は6便、土曜・日曜・祝日・GW・夏休み・正月・春休みは9便を運行
    - 愛称の「MY遊」は、乗り降り自由な周遊バスの意に、土佐弁（高知地域の方言）の「まいゆう」（＝回っている）を懸けたもの。

#### 廃止路線

##### 十市・後免線
- G1 - J2 : 高知駅 - はりまや橋 - 知寄町三丁目 - 県立美術館通 - 高知医療センター - 高知県立大学 - 望海ヶ丘中央 - 住吉池前 - 十市バイパス - 浜改田通 - 里改田 - 竹中 - 後免町
  - 統合に伴い桟橋車庫始発から鳥越始発に変更、「砂地」・「郵便局前」・「公民館前」の各停留所を「十市砂地」・「里改田郵便局前」・「片山公民館前」にそれぞれ改称。2016年10月1日のダイヤ改正で始発地を高知駅に、新葛島・絶海・十津経由を県立美術館通・高知県立大学・望海ヶ丘経由に行先番号を「M1」から「J2」にそれぞれ変更し「南国警察署前」停留所を「南国税務署前」に改称。2018年10月1日、前浜 - JA高知病院線と統合。

##### 安芸線
- C1 - L1 : 県庁前 - はりまや橋 - 知寄町三丁目 - 南国バイパス - JA高知病院 - 小篭通 - 後免町 - 野市龍河洞通 - 赤岡南町 - 夜須駅- 手結 - 和食 - 安芸営業所 - ヤマト前 - 安芸駅
- T1 - L1 : 桟橋車庫 - はりまや橋 - 知寄町三丁目 - 南国バイパス - JA高知病院 - 小篭通 - 後免町 - 野市龍河洞通 - 赤岡南町 - 夜須駅 - 手結 - 和食 - 安芸営業所 - ヤマト前 - 安芸駅
  - 統合に伴い「赤岡警察前」・「手結山ホテル前」・「西分」・「安芸」の各停留所を「香南警察署前」・「手結山」・「芸西西分」・「安芸営業所」にそれぞれ改称。2017年10月1日高知東部交通に移管。

##### 高知港線
- B1 → S1 : 鳥越 → 旭グリーンヒルズ入口 → 横内 → 奥福井西 → 宗安寺分岐 → 中万々 → 円行寺分岐 → 上町二丁目 → 南はりまや橋 → 桟橋通五丁目 → 高知港
  - 2015年10月1日廃止。

##### 仁淀川河口大橋経由宇佐線
- B1 → S6 : 鳥越 → 旭グリーンヒルズ入口 → 横内 → 奥福井西 → 宗安寺分岐 → 中万々 → 円行寺分岐 → 上町二丁目 → 南はりまや橋 → 桟橋通五丁目 → 横浜 → 長浜営業所 → 西の宮第一 → 甲殿 → 仁野 → 仁淀川河口大橋 → 新居立石南 → 宇佐
- B1 → S7 : 鳥越 → 旭グリーンヒルズ入口 → 横内 → 奥福井西 → 宗安寺分岐 → 中万々 → 円行寺分岐 → 上町二丁目 → 南はりまや橋 → 桟橋通五丁目 → 横浜 → 長浜バイパス → 西の宮第一 → 甲殿 → 仁野 → 仁淀川河口大橋 → 新居立石南 → 宇佐
  - 2015年10月1日廃止。

##### 横浜 - 春野運動公園 - 高岡線
- C1 - T7 : 県庁前 - 南はりまや橋 - 桟橋通五丁目 - 横浜 - 横浜ニュータウン - 蒔絵台 - 芳原 - 内の谷 - 春野運動公園中央 - 長谷 - 中島 - 高岡高校通 - 高岡営業所
  - 2019年10月1日廃止。

##### 学芸高校線
- K2 → Y1 : 潮見台三丁目第二 → 中野団地 → 本江田橋 → 介良通 → 知寄町三丁目 → はりまや橋 → 鏡川橋 → 朝倉駅前 → 学芸高校
- P2 → Y1 : 種崎 → 三里文化会館前 → 十津 → 中央市場前 → 青柳橋西詰 → 知寄町二丁目 → はりまや橋 → 鏡川橋 → 朝倉駅前 → 学芸高校
- R1 → Y1 : 桟橋車庫 → 鏡川大橋 → はりまや橋 → 鏡川橋 → 朝倉駅前 → 学芸高校
- Y1 → T1 : 学芸高校 → 朝倉駅前 → 鏡川橋 → 南はりまや橋 → 桟橋車庫
  - 2016年10月1日廃止。

##### 須崎線
- G10 - Y5 : 一宮バスターミナル - 薊野バイパス - 杉井流東 - 高知駅 - 北はりまや橋 - 鏡川橋 - 朝倉駅前 - 針木 - 中島 - 高岡高校通 - 北原 - 家俊 - 市野々 - 須崎市役所前 - 須崎ゆたか前 - 須崎駅前 - 須崎出張所
  - 2019年10月1日廃止。高岡〜須崎間を高知高陵交通へ移管。

##### 西バイパス線
- R1 → Z1 → T1 : 桟橋車庫 → 鏡川大橋 → はりまや橋 → 鏡川橋 → 西バイパス → バイパス八代通 → 八代二区 → 西バイパス → 鏡川橋 → 南はりまや橋 → 桟橋車庫
  - 2015年10月1日廃止。一部区間を県交北部交通に移管。

##### 高新団地前線
- G1 - X2 ： 高知駅 - 北はりまや橋 - 上町五丁目 - 石立十字路 - 高新団地前
  - 2017年10月1日県交北部交通より移管。2019年10月1日廃止。

##### JA高知病院 - 植田線
- ご4 - ご1 : JA高知病院 - 若宮八幡宮前 - 後免町 - 後免駅前 - へんろ石 - 領石 - オフィスパーク第二 - 植田
- ご4 - ご1 : JA高知病院 - 若宮八幡宮前 - 後免町 - 後免駅前 - へんろ石 - 領石 - 植田
  - 統合に伴い、「後免分れ」・「農協前」の各停留所を「後免分岐」・「久礼田農協前」に統合・改称。2019年10月1日廃止。

##### 医大病院 - 久枝線
- ご3 : 医大病院 - 中島岡豊 - 大津領石通 - 大津バイパス - 住吉通 - 後免町
- ご3 - ご5 : 医大病院 - 中島岡豊 - 大津領石通 - 大津バイパス - JA高知病院 - 小篭通 - 後免町 - 竹中 - 里改田 - 浜改田通 - 十市バイパス - 前浜 - 久枝
- ご3 - ご5 : 医大病院 - 中島岡豊 - 大津領石通 - 大津バイパス - 住吉通 - 後免町 - 竹中 - 里改田 - 浜改田通 - 十市バイパス - 前浜 - 久枝
- ご5 → ご3 : 久枝 → 前浜 → 十市バイパス → 浜改田通 → 里改田 → 竹中 → 後免町 → 小篭通 → JA高知病院
- ご6 : 後免町 - 竹中 - 里改田 - 浜改田通 - 浜改田 - 前浜 - 久枝
- ご6 → ご3 : 久枝 → 前浜 → 浜改田 → 浜改田通 → 里改田 → 竹中 → 後免町 → 小篭通 → JA高知病院 → 大津バイパス → 大津領石通 → 中島岡豊 → 医大病院
  - 2019年10月1日廃止。

##### 前浜 - JA高知病院線
- ご2 - ご7 : JA高知病院 - 南国自動車学校前 - 後免駅前 - 後免町 - 立田前浜通 - 田村 - 前浜車庫
- ご7 : 後免町 - 立田前浜通 - 田村 - 前浜車庫
  - 2018年10月1日、十市・後免線と統合。

##### みませ線
- X3 →S1 : 梅の木第二 → 天王ニュータウン → 針木 → 土佐道路 → 石立十字路 → 上町五丁目 → 南はりまや橋 → 桟橋通五丁目 → 横浜 → 長浜 → 塩谷 → みませ
- な1 : 長浜 - 南海中学校前 - 塩谷 - みませ
- な1 : 長浜 - 塩谷 - みませ
  - 2015年10月1日のダイヤ改正で行先番号を「み」から「S1」（はりまや橋方面からの直通系統）・「な1」（長浜営業所始発系統）に変更。2017年10月1日廃止。

##### 七軒家線
- な3 : 長浜 - 西の宮第一 - 七軒家
  - 仁野線として継承。統合に伴い「西の宮」停留所を「西の宮第一」に改称。2015年10月1日始発地を長浜営業所に行先番号を「S5」から「な3」にそれぞれ変更し西の宮第一までの系統（S8）を廃止。2016年10月1日七軒家 - 仁野間を廃止。2017年10月1日廃止。

##### 春野役場前線
- な4 : 長浜営業所 - 雪蹊寺 - 西諸木 - 西分 - 春野役場前
  - 統合に伴い「岡」・「小学校前」の各停留所を「池田第二」・「春野東小学校前」に改称。2015年10月1日行先番号を「は」から「な4」に変更。2016年10月1日廃止。

##### 土佐市ドラゴンバス
- 土佐市からの受託運行。2018年10月1日運行事業者を土佐市観光に変更。

##### 田井線
- C1 - G8 : 県庁前 - 北はりまや橋 - 高知駅 - 比島 - 一宮バスターミナル - 逢坂峠 - 医大病院 - 領石出張所 - 繁藤駅前 - 大杉駅 - 川口分岐 - 本山 - 寺家分岐 - 田井中島 - 田井
- C1 - G9 : 県庁前 - 北はりまや橋 - 高知駅 - 比島 - 一宮バスターミナル - 逢坂峠 - 医大病院 - 領石出張所 - 繁藤駅前 - 大杉駅 - 川口分岐 - 本山 - 寺家分岐 - 岡 - 田井
- お : 大杉駅 - 川口分岐 - 本山 - 寺家分岐 - 田井中島 - 田井
  - 統合に伴い「小川」・「役場前」・「吉野」・「中島」の各停留所を「大豊小川」・「大豊町役場前」・「本山吉野」・「田井中島」にそれぞれ改称。2019年2月1日「大豊町役場前」停留所を「大豊高須」に改称。2021年10月1日廃止。嶺北観光自動車に移管。

##### 蛍橋経由鳥越線
- S2 → A1 : 長浜 → 横浜 → 桟橋通五丁目 → 南はりまや橋 → 蛍橋西 → 鳥越
  - 2016年10月1日のダイヤ改正で始発地を桂浜から長浜に変更。2022年10月1日廃止。

##### 大津バイパス経由医大病院線
- C1 - H1 : 県庁前 - はりまや橋 - 知寄町二丁目 - 電通前 - 卸商団地前 - 美術館前 - 沖田 - 大津団地 - 大津領石通 - 中島岡豊 - 医大病院
  - 統合に伴い桟橋車庫始発から観月坂中央始発に変更。「中島」・「高知医大」の各停留所を「中島岡豊」・「医大病院」に改称・統合。2018年10月1日のダイヤ改正で始発地をみづき坂中央から県庁前に変更し美術館前を経由しない系統を廃止。これに伴い減回。土休日運休に変更。2022年10月1日廃止。

##### 土佐塾校線
- G2 - W1 : 一宮バスターミナル - 比島 - 高知駅 - 北はりまや橋 - 上町二丁目 - 南河の瀬 - 吉野緑ヶ丘 - 土佐塾校
- G4 → W1 : 医大病院 → 逢坂峠 → 一宮バスターミナル → 比島 → 高知駅 → 北はりまや橋 → 上町二丁目 → 南河の瀬 → 吉野緑ヶ丘 → 土佐塾校
- S2 → W1 : 長浜 → 横浜 → 桟橋通五丁目 → 南はりまや橋 → 上町二丁目 → 南河の瀬 → 吉野緑ヶ丘 → 土佐塾校
- S9 → W1 : 長浜 → 瀬戸東団地 → 横浜 → 桟橋通五丁目 → 南はりまや橋 → 上町二丁目 → 南河の瀬 → 吉野緑ヶ丘 → 土佐塾校
- T2 → W1 : 横浜ニュータウン第一 → 横浜ニュータウン第三 → 横浜 → 桟橋通五丁目 → 南はりまや橋 → 上町二丁目 → 南河の瀬 → 吉野緑ヶ丘 → 土佐塾校
- S3 → W1 : 南ニュータウン → 蒔絵台 → 横浜ニュータウン第一 → 横浜 → 桟橋通五丁目 → 南はりまや橋 → 上町二丁目 → 南河の瀬 → 吉野緑ヶ丘 → 土佐塾校
- U1 → W1 : 南ニュータウン → 蒔絵台 → 六泉寺トンネル → 北六泉寺 → 梅の辻 → 南はりまや橋 → 上町二丁目 → 南河の瀬 → 吉野緑ヶ丘 → 土佐塾校
  - 2017年10月1日のダイヤ改正で系統数を削減、幸崎駐輪場停留所を上り便のみ停車に変更。2024年10月1日廃止。

##### 船岡南団地線
- G12 → W3 : トーメン団地 → 一宮バスターミナル → 薊野バイパス → 金田橋 → 高知駅前 → 北はりまや橋 → 上町二丁目 → 河の瀬 → 石立十字路 → 船岡団地 → 船岡南団地
- W3 → T1 : 船岡南団地 → 船岡団地 → 石立十字路 → 河ノ瀬 → 上町二丁目 → 南はりまや橋 → 桟橋車庫
  - 2016年10月1日のダイヤ改正で一宮発着系統を桟橋発着に変更。2023年10月1日平日のみ船岡南団地発桟橋車庫行きを新設。2024年10月1日吉野線と統合。

##### 吉野線
- G1 - X1 : 高知駅 - 北はりまや橋 - 上町五丁目 - 石立十字路 - 神田本村 - 吉野
- S2 → X1 : 長浜 → 横浜 → 桟橋通五丁目 → 南はりまや橋 → 上町五丁目 → 石立十字路 → 神田本村 → 吉野
  - 2016年10月1日のダイヤ改正で一宮発着系統を廃止。2021年10月1日のダイヤ改正でみづき坂団地発系統を廃止。2024年10月1日船岡南団地線と統合。

##### 宇佐線
- G5 → Y6 : 南国オフィスパーク → 領石 → 医大病院 → 逢坂峠 → 一宮バスターミナル → 比島 → 高知駅 → 北はりまや橋 → 鏡川橋 → 朝倉駅前 → 針木 → 中島 → 新居立石 → 宇佐
- G6 → Y6 : 領石出張所 → 医大病院 → 逢坂峠 → 一宮バスターミナル → 比島 → 高知駅 → 北はりまや橋 → 鏡川橋 → 朝倉駅前 → 針木 → 中島 → 新居立石 → 宇佐
- G2 - Y6 : 一宮バスターミナル - 比島 - 高知駅 - 北はりまや橋 - 鏡川橋 - 朝倉駅前 - 針木 - 中島 - 新居立石 - 宇佐
  - 統合に伴い「本村」停留所を「新居本村」に改称。2016年10月1日のダイヤ改正で「スカイライン入口」停留所を「宮前スカイライン入口」に改称。2024年10月1日廃止。

### 車両
2017年時点では国内4メーカーおよびヒュンダイ・ユニバースの車両を保有している。日野自動車製が多く、いすゞ製は高知県交通が阪急バスより中古車両を購入している。とさでん交通発足後の新車導入は日野自動車製のみであったが、日野自動車の不正問題に伴い2023年に高速車に三菱ふそう製、路線車にいすゞ製を導入。2024年は自社初のEVバス（EVモーターズ・ジャパンF8 series2-City Bus 8.8m）を2台（601・602号）、大型一般路線車の代替で自社初の大型一般路線車の新車（いすゞエルガ2KG-LV290N4型3台（603 - 605号）、日野ブルーリボン2KG-KV290N4型4台（606 - 609号））を導入した。

#### 移籍車両の供給元
- 東京都交通局
- 阪急バス

## その他の事業部門
運輸部門（軌道事業、乗合バス事業、高速バス事業、貸切バス事業、自動車整備事業）以外に、航空関連事業（航空営業部門、空港部門）と付帯事業（広告事業、不動産賃貸事業、旅行事業）がある。
空港販売事業の高知空港ターミナルビル2階の売店「とさでんショップ」及び「レストランチャオ」は、もとは旧土佐電鉄が経営していた店舗で（売店は1959年、レストランは1983年に開店）、2014年10月の経営統合により引き継いだ。しかしコロナ禍による空港利用者の激減により2021年9月30日に高知空港内の売店とレストランは閉店した。